# Suksdorfia violacea
Suksdorfia violacea är en stenbräckeväxtart som beskrevs av Asa Gray. Suksdorfia violacea ingår i släktet Suksdorfia och familjen stenbräckeväxter. Inga underarter finns listade i Catalogue of Life.